# Бранислав Јанковић
Бранислав Јанковић (Ниш, 1969) српски је новинар, писац, публициста и власник Издавачке куће „Вране” из Ниша.

## Биографија
Рођен је 1. фебруара 1969. године у Нишу. Као новинар, уредник и водитељ радио је двадесет година у дописништву РТС у Нишу и телевизијским кућама НТВ и Бела ами.
Своје радове објављивао је у периодичним издањима и часописима Градина, Ток, Треш, Библиозона, Kораци, Политика, Сизиф, Она, Мој микро, Емитор, Исток, Новаја литература...
Члан је Српског књижевног друштва.

### Романи
- О вуковима и сенкама, Лагуна, Београд 2011.
- Сузе Светог Николе, Лагуна, Београд 2013.
- Ветрови зла, Лагуна, Београд 2015.[2]
- Пета жица, Лагуна, Београд 2015.[3]
- Последњи циркус на свету, Чаробна књига, Нови Сад 2017.[4]
- Гвоздени облаци, Лагуна, Београд 2019.[5]
- Мачка у коферу, Дерета, Београд 2019.

### Kњига прича и збирка поезије
- Безимени, приче, Admiral books, Београд, 2014.
- Фебруарски бродови, збирка поезије, Вране, Ниш, 2017.

### Антологије
- Тајанствени путник, књига брзих прича писаца из јужне Србије, НKЦ, Ниш, 2012.
- Славин пој, антологија прича из словенске митологије, Витез, БИХ, 2013.
- Завичајна надахнућа, Житорађа, 2014.
- Ђавољи прст, збирка прича посвећених Миодрагу Булатовићу, Бијело Поље, Црна Гора, 2015.
- Микрокозма 21, збирка кратких прича, Бијело Поље, Црна Гора, 2016.
- Приче о Kосову, Лагуна, 2016.
- Чувари златног руна, збирка прича Звижда и Хомоља, Центар за културу Kучево, 2017.
- У врзином колу, збирка хорор прича, Страхор, 2017.
- Антологија савремене литературе, Скифија, Санкт Петерсбург, Русија, 2017.
- Ноћ, регионална збирка прича, Аммоните боокс - Читај књигу, Београд – Загреб, 2018
- Триум регинарум, збирка кратких прича, Бијело Поље, Црна Гора, 2018.

## Радио драме
- Две душе Гвоздена Милића, Други програм Радио Београда, 2015.
- Милентијева 14/2, Други програм Радио Београда, 2016.
- Два неба, Други програм Радио Београда 2018.

## Позоришне представе
- , 2015. Саинт Мало, Француска
- Kафана Балкан, 2017. Београд
- Две душе Гвоздена Милића, 2017. Јагодина
- Зачарана шума, дечија представа, 2017. Ниш[6]
- Спасавање Деда Мраза, дечија представа, 2017. Алексинац
- , 2019. Саинт Мало, Француска

## Приређивачки рад
- Ратни дневник 1914 -1918. Видоја Совачког, Општинска библиотека Слово, Лапово, Вране, Ниш, 2017.
- Заврти точак , збирка кратких прича, Ротари клуб Ниш – Медијана, Вране, Ниш, 2017.
- Заврти точак , збирка кратких прича, Ротари клуб Ниш – Медијана, Вране, Ниш, 2018.
- Заврти точак , збирка кратких прича, Ротари клуб Ниш – Медијана, Вране, Ниш, 2019.

## Уредник књиге
- - збирка прича ромске деце Ниша и Београда, Albion books, 2013.

## Награде
- 2. награда на годишњем конкурсу Радио Београда за радио драму Милентијева 14/2, 2016.
- 1. награда на годишњем конкурсу Радио Београда за радио драму Два неба, 2018.[7]
- Награда „Мирослав Дерета” за необјављени рукопис романа Мачка у коферу, 2019.[8]

## Неспецифична признања
- Роман Сузе Светог Николе се обрађује у изборној лектири у средњим школама у Суботици, Алексинцу, Рачи, Аранђеловцу, Нишу и Ужицу,
- Мотив демонских сила из романа „Сузе Светог Николе” тема је мастер рада на Филолошком факултету у Новом Саду, 2017.
- Признање Општине Лапово – плакета са малим грбом за допринос култури, 2017.